# Reriutaba
Reriutaba is een gemeente in de Braziliaanse deelstaat Ceará. De gemeente telt 19.444 inwoners (schatting 2009).
De gemeente grenst aan Pacujá, Cariré, Varjota, Ipu, Pires Ferreira, Graça en Guaraciaba do Norte.